# Domenico Spinucci

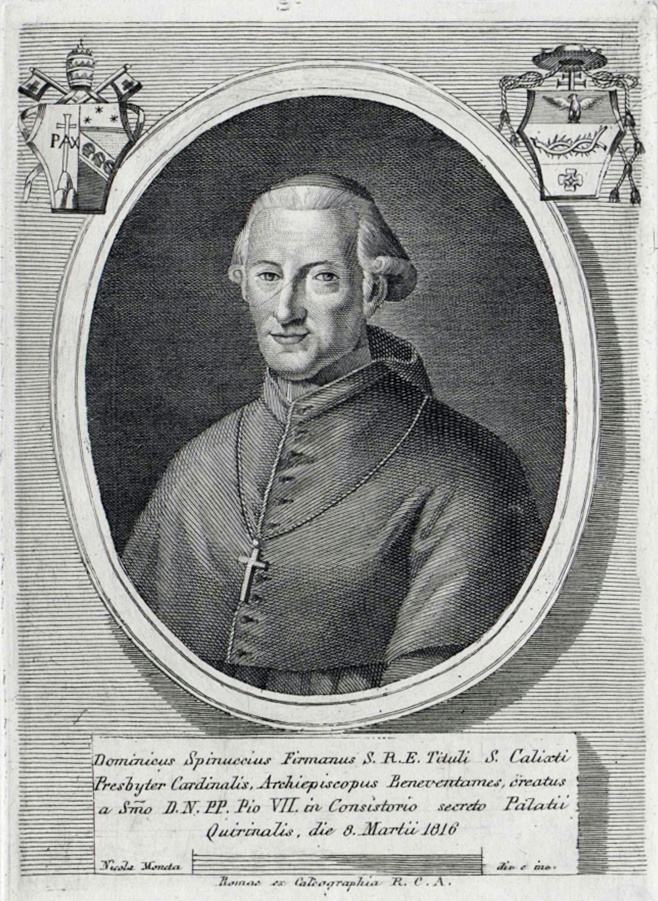
Domenico Kardinal Spinucci

Domenico Spinucci (* 2. März 1739 in Fermo, Kirchenstaat; † 21. Dezember 1823 in Benevent) war ein italienischer Geistlicher, Erzbischof und Kardinal von Benevent.

## Leben
Spinucci studierte schon als Jugendlicher die Rechte in Bologna und promovierte am 5. Juli 1757. Sechs Jahre später empfing er die Priesterweihe. Danach war er Pro-Generalvikar des Erzbistums Fermo. Im April 1775 wurde er von Papst Pius VI. zum Titularbischof von Targa ernannt. Die Bischofsweihe erhielt er durch Kardinal Urbano Paracciani Rutili, den Erzbischof seiner Heimatstadt. 1777 wurde er Bischof von Macerata e Tolentino und 1787 Diözesanadministrator von Recanati und Loreto.
1796 wurde Spinucci Erzbischof und erhielt das Erzbistum Benevent. Papst Pius VII. erhob den 77-jährigen im Konsistorium von 8. März 1816 zum Kardinal und ernannte ihn zum Kardinalpriester von San Callisto. Am Konklave von 1823 nahm Domenico Spinucci (wohl aus Altersgründen) nicht teil.
Er starb im selben Jahr mit 84 Jahren. Sein Grab befindet sich in der Kathedrale von Benevent.